# Nadrana
Nadrana is een geslacht van kevers uit de familie bladkevers (Chrysomelidae).
De wetenschappelijke naam van het geslacht werd in 1865 gepubliceerd door Joseph Sugar Baly.

## Soorten
- Nadrana cyanipennis Mohamedsaid, 1998
- Nadrana danumensis Mohamedsaid, 2000
- Nadrana dwiwarna Mohamedsaid, 1998